# Philippe Kalt
Pour les articles homonymes, voir Kalt.
Philippe Kalt est un arbitre international français de football né le 19 août 1968 à Colmar.
Il a été nommé arbitre de la fédération en 1992.
Il est représentant des arbitres au comité directeur en Alsace depuis 2004 et a arbitré la finale de la Coupe de France de football 2007-2008.
Il est avec 355 matchs arbitrés entre 1994 et 2015 l'arbitre ayant le plus officié en Ligue 1
| Saison    | Compétitions      | Nbre de matchs | Cartons jaunes | Cartons rouges |
| --------- | ----------------- | -------------- | -------------- | -------------- |
| 2006-2007 | Coupe de la Ligue | 2              | 6              |                |
| 2006-2007 | Ligue 1           | 17             | 50             | 2              |
| 2006-2007 | Ligue 2           | 7              | 23             | 1              |
| 2007-2008 | Coupe de la Ligue | 2              | 11             | 0              |
| 2007-2008 | Ligue 1           | 20             | 59             | 0              |
| 2007-2008 | Ligue 2           | 7              | 12             |                |
| 2008-2009 | Coupe de la Ligue | 2              | 5              | 0              |
| 2008-2009 | Ligue 1           | 18             | 54             | 1              |
| 2008-2009 | Ligue 2           | 7              | 17             | 0              |
| 2009-2010 | Coupe de la Ligue | 0              | 0              | 0              |
| 2009-2010 | Ligue 1           | 19             | 73             | 5              |
| 2009-2010 | Ligue 2           | 2              | 7              | 0              |
| 2010-2011 | Coupe de la Ligue | 0              | 0              | 0              |
| 2010-2011 | Ligue 1           | 17             | 55             | 2              |
| 2010-2011 | Ligue 2           | 2              | 7              | 0              |
| 2011-2012 | Coupe de la Ligue | 2              | 3              | 0              |
| 2011-2012 | Ligue 1           | 15             | 60             | 7              |
| 2011-2012 | Ligue 2           | 3              | 6              | 1              |
| 2012-2013 | Coupe de la Ligue | 1              | 5              | 0              |
| 2012-2013 | Ligue 1           | 21             | 81             | 6              |
| 2012-2013 | Ligue 2           | 4              | 13             | 1              |
| 2013-2014 | Coupe de la Ligue | 3              | 8              | 0              |
| 2013-2014 | Ligue 1           | 19             | 57             | 3              |
| 2013-2014 | Ligue 2           | 4              | 8              | 0              |